# Hans Schottmann
Hans Schottmann  (* 1. Januar 1932 in Breslau) ist ein deutscher germanistischer und skandinavistischer Mediävist und Linguist. Er ist emeritierter Lehrstuhlinhaber für Nordistik und war Institutsdirektor für Nordische Philologie an der Westfälischen Wilhelms-Universität in Münster.
In Minden/Westfalen legte Schottmann 1952 sein Abitur ab, um anschließend bis 1958 in Bonn ein Studium der Germanistik aufzunehmen (bei Werner Betz),  sowie Lateinische Philologie und Klassische Archäologie. Dort wurde er 1958 mit einer neugermanistischen Arbeit Metapher und Vergleich in der Sprache Friedrich Hölderlins. promoviert. Ab dem Sommersemester 1958 folgte eine zweijährige Anstellung als Lektor an der Universität Uppsala, die seinen wissenschaftlichen Fokus zur Skandinavistik bewirkte. Nach der Rückkehr 1960 trat er an der LMU München eine Stelle als Assistent bei dem mittlerweile dorthin berufenen Betz am Nordischen Seminar an, es folgte die Beförderung zum Akademischen Rat und 1970 folgte dort die Habilitation mit einer Arbeit Die isländische Mariendichtung. Untersuchung zur volkssprachigen Mariendichtung des Mittelalters mit der Venia für Deutsche- und Nordische Philologie. Im selben Jahr folgte er den Ruf an die Westfälische Wilhelms-Universität auf eine ordentliche Professur für Nordische- und Deutsche Philologie. Am 18. März 1971 wurde Schottmann zum Direktor des Nordischen Seminars ernannt. Lehrstuhl und Direktion führte er bis zur Emeritierung 1998.

## Werke in Auswahl
Monographien
- Kleine Schriften (= Wissenschaftliche Schriften der WWU Münster, Reihe 12, Bd. 6). Verl.-Haus Monsenstein und Vannerdat, Münster 2013, ISBN 978-3-8405-0010-7.

- Wörterbuch der schwedischen Phraseologie in Sachgruppen. Mit Rikke Petersson Münster 1989 (= Münstersche Beiträge zur Deutschen und Nordischen Philologie 6) Münster 1989.
- Die isländische Mariendichtung. Untersuchung zur volkssprachigen Mariendichtung des Mittelalters. München 1973 (Habilitationsschrift).
- Metapher und Vergleich in der Sprache Friedrich Hölderlins.  (= Abhandlungen zur Kunst-, Musik- und  Literaturwissenschaft  14) Bonn 1960 [2. Auflage 1962, 3. Auflage 1970] (Dissertationsschrift).

Einzelbeiträge
- Die Harðar saga Grimkelsssonar. In: Studien zur Isländersaga. Festschrift Rolf Heller. (= RGA-E   ) Berlin u. a.  2000, S. 231ff.
- Strindbergs Till Damaskus I und die schwedische Krankheit der deutschen Literatur.  In: International Scandinavian and Medieval Studies in Memory of Gerd Wolfgang Weber 2000, S. 435ff.
- Nordic language history and religion/ecclesiastical history II: Christianization. In: The Nordic Languages I. Berlin u. a. 2002, S. 403ff.
- Rezension: T. Danielsson: Hrafnkels saga eller Fallet med den undflyende traditionen. Sagorna om Norges kungar. In: skandinavistik 34, 1, (2004), S. 63f.
- Dänemark: Literaturgeschichte. In: Marienlexikon Band 2, 1989, S. 126f.
- Rezension: Edith Marold: Kenningkunst. Ein Beitrag zur Poetik der Skaldendichtung. In: Zeitschrift für deutsches Altertum und deutsche Literatur 113, Anzeiger 95 (1984), S. 166ff.
- Der Bau der Kormaks saga. In: skandinavistik 12 (1982), S. 22ff.
- Christentum der Bekehrungszeit: Die altnordische Literatur. In: Reallexikon der Germanischen Altertumskunde Band 4, Berlin u. a. 1979, S. 563ff.
- Die Beschreibung der Interferenz. In: Herbert Kolb et al. (Hrsg.): Sprachliche Interferenz. Festschrift für Werner Betz zum 65. Geburtstag.  Tübingen 1977, S. 13ff.
- Gregorius und Grégoire. In: Zeitschrift für deutsches Altertum und deutsche Literatur 94 (1965), S. 81 ff. Neudruck in: Hartmann von Aue. Hans Kuhn, Christoph Cormeau (Hrsg.), Darmstadt 1973, S. 373ff. (= Wege der Forschung 359).
- Mittelhochdeutsche Literatur: Lyrik. In: Ludwig Erich Schmidt (Hrsg.): Kurzer Grundriß der germanischen Philologie bis 1500  Band 2. Berlin u. a. 1970, S. 464ff.

Herausgeberschaften
- Arbeiten zur Skandinavistik, 11. Arbeitstagung der deutschsprachigen Skandinavistik. Münster 1994.
- Beiträge im Arbeitskreis Saga und Erzählforschung. In: Arbeiten zur Skandinavistik, 8. Arbeitstagung der Skandinavisten des deutschen Sprachgebiets. (= Texte und Untersuchungen zur Germanistik und Skandinavistik 22) Frankfurt/Main 1989, S. 369ff. (Mitherausgeber).
- Sprachliche Interferenz. Festschrift für Werner Betz zum 65. Geburtstag.  Tübingen 1977 (Mitherausgeber).
- Münstersche Beiträge zur Deutschen und Nordischen Philologie

Artikel zum Lexikon des Mittelalters
- Leiáarvísan. Band 6, 1991, Sp. 1852f.
- Liknarbraut. Band 5, 1991, Sp. 1983.
- Lilja. Band 5, 1991, Sp. 1986.
- Drápa. Band 3, 1985, Sp. 1367f.
- Eiríksmál. Band 3, 1985, Sp. 1749.
- Egill Skallagrimsson. Band 3, 1985, Sp. 191 lf.
- Einarr Skúlason. Band 3, 1985, Sp. 1730.